# Henri Brunenberg
Henri Brunenberg (Weert, 12 april 1959 – 12 september 2004) was een voormalig Nederlands profvoetballer die tussen 1975 en 1981 onder contract stond bij FC VVV. Hij speelde bij voorkeur als aanvaller.

## Loopbaan
Brunenberg haalde als 15-jarige het eerste elftal van tweedeklasser Megacles en werd in 1974 geselecteerd voor het Nederlands voetbalelftal onder 16 waardoor hij de belangstelling wekte van FC VVV dat hem in 1975 vastlegde. Ook werd de talentvolle rechtsbuiten in 1976 geselecteerd voor het Nederlands voetbalelftal onder 19, samen met latere Oranje-internationals als John Metgod en Piet Wildschut. Op 21 november 1976 beleefde hij als 17-jarige zijn profdebuut namens FC VVV in een bekerwedstrijd bij FC Den Haag (3-0 verlies) en niet veel later maakte de Weertenaar ook zijn competitiedebuut. Op 9 januari 1977 viel hij in voor Ger van Rosmalen tijdens een met 1-0 verloren uitwedstrijd bij Roda JC. Geplaagd door blessureleed bleef een doorbraak als basisspeler echter uit. Brunenberg werd in 1981, 22 jaar oud, medisch afgekeurd voor het betaald voetbal. Hij overleed in 2004 op 45-jarige leeftijd.

## Statistieken
| Seizoen         | Club            | Competitie      | Competitie | Competitie | Beker | Beker | Overige | Overige | Totaal | Totaal |
| Seizoen         | Club            | Competitie      | Wed.       | Dlp.       | Wed.  | Dlp.  | Wed.    | Dlp.    | Wed.   | Dlp.   |
| --------------- | --------------- | --------------- | ---------- | ---------- | ----- | ----- | ------- | ------- | ------ | ------ |
| 1975/76         | FC VVV          | Eerste divisie  | 0          | 0          | 0     | 0     | 0       | 0       | 0      | 0      |
| 1976/77         | FC VVV          | Eredivisie      | 6          | 0          | 1     | 0     | —       | —       | 7      | 0      |
| 1977/78         | FC VVV          | Eredivisie      | 1          | 0          | 1     | 0     | 0       | 0       | 2      | 0      |
| 1978/79         | FC VVV          | Eredivisie      | 0          | 0          | 0     | 0     | —       | —       | 0      | 0      |
| 1979/80         | FC VVV          | Eerste divisie  | 10         | 0          | 0     | 0     | —       | —       | 10     | 0      |
| 1980/81         | FC VVV          | Eerste divisie  | 0          | 0          | 0     | 0     | —       | —       | 0      | 0      |
| Carrière totaal | Carrière totaal | Carrière totaal | 17         | 0          | 2     | 0     | 0       | 0       | 19     | 0      |